# Bazar Bazarguruev
Bazar Budažapovič Bazarguruev (in russo Базар Будажапович Базаргуруев?; Čelutaj, 9 gennaio 1986) è un lottatore uzbeko naturalizzato kirghiso dal 2007, specializzato in lotta libera, categoria 60 kg, e vincitore di una medaglia di bronzo ai Giochi olimpici di Pechino 2008.

## Biografia
Ha partecipato per 5 volte ai mondiali con le due nazionali. Si presentò sotto la bandiera kirghisa ai Giochi olimpici di Pechino 2008, dove perse la lotta per la medaglia di bronzo con il giapponese Kenichi Yumoto nel torneo dei 60 chilogrammi. A seguito, però, di controlli anti-doping e alla squalifica dell'ucraino Vasyl' Fedoryšyn, gli è stata assegnata la medaglia di bronzo.

## Palmarès
| Anno | Manifestazione  | Sede    | Evento | Risultato | Prestazione | Note |
| ---- | --------------- | ------- | ------ | --------- | ----------- | ---- |
| 2007 | Asiatici        | Biškek  | 60 kg  | Oro       | -           |      |
| 2007 | Mondiali        | Baku    | 60 kg  | Bronzo    | -           |      |
| 2008 | Giochi olimpici | Pechino | 60 kg  | Bronzo    | -           |      |
| 2009 | Asiatici        | Pattaya | 60 kg  | Bronzo    | -           |      |

## Coppe e meeting internazionali
2011
- 11º in Coppa del Mondo ( Baku), lotta libera 60 kg.